# Kobylá nad Vidnavkou
Kobylá nad Vidnavkou (vroeger alleen: Kobylá, Duits: Jungferndorf bei Jauernig) is een Silezische gemeente in de Tsjechische regio Olomouc, en maakt deel uit van het district Jeseník. Kobylá nad Vidnavkou telt 364 inwoners (2023).

## Geschiedenis
- 1291 – De eerste schriftelijke vermelding van Kobylá nad Vidnavkou, waarin de situatie in 1266 wordt beschreven.[1]
- 1945 – Kobylá nad Vidnavkou was tot 1945 een plaats met een overwegend Duitstalige bevolking. Na de Tweede Wereldoorlog werd de Duitstalige bevolking verdreven.
- 1976 – De gemeente Kobylá nad Vidkavkou wordt geannexeerd door de stad Žulová.
- 1996 – De stad Žulová, waarvan Kobylá nad Vidkavkou een stadsdeel is, wordt administratief overgeheveld van het district Šumperk naar het nieuw gevormde district Jeseník.
- 2001 – Kobylá nad Vidkavkou wordt (opnieuw) een zelfstandige gemeente.